# محمدمهدی سیار
محمدمهدی سیار (متولد ۱ تیر ۱۳۶۲ در زاهدشهرِ فسا از استان فارس) شاعر، ترانه‌سرا و مدرس دانشگاه اهل ایران است. مجموعه شعر او «حق‌السکوت» در سال ۱۳۸۹ برگزیدهٔ بیست‌ونهمین دورهٔ جایزهٔ کتاب سال جمهوری اسلامی ایران در بخش ادبیات شد و یکی از برگزیدگان سومین دوره  بخش جوان جشنواره بین‌المللی شعر فجر نیز بوده است.

## زندگی‌نامه
محمدمهدی سیار ۱ تیر ۱۳۶۲ در زاهدشهر فسا زاده شده است. او دارای مدرک دکترای فلسفه از دانشگاه تربیت مدرس و دانش‌آموختهٔ کارشناسی ارشد الهیات در دانشگاه امام صادق است.
او از سال ۱۳۸۷ در دانشگاه امام‌صادق، دروس ادبیات و منطق را تدریس می‌کند.

### زندگی ادبی
سیار نخستین کتاب خود را در سال ۱۳۸۸ با عنوان بی‌خوابی عمیق در انتشارات سوره مهر منتشر کرد که مجموعه‌ای است از اشعار فارسی در قالب‌های کلاسیک، سپید، و نیمایی. او با اشعار کلاسیک این اثر، جایزه سرو بلورین جشنواره بین‌المللی شعر فجر را در سال ۱۳۸۷، پیش از چاپِ کتاب، از آن خود کرده بود. در سال ۱۳۸۹، سیار مجموعه غزل‌های خود را که حق‌السکوت نام داشت در انتشارات فصل پنجم به چاپ رساند و با این کتاب توانست جایزهٔ کتاب سال جمهوری اسلامی ایران را در دوره بیست و نهم آن به دست آورد. او مجموعه شعر رودخوانی، شامل اشعار نیمایی و کلاسیک، را در سال ۱۳۹۳ در انتشارات شهرستان ادب منتشر کرد.

## آثار

### آثار موسیقایی
سیار در زمینه ترانه‌سرایی و همچنین شعر برای مداحی نیز طبع‌آزمایی کرده است. اشعار او را خوانندگانی مانند نیما مسیحا، سالار عقیلی، محمد معتمدی، فریدون بیگدلی، حامد زمانی و نیز مداحانی نظیر صادق آهنگران و میثم مطیعی اجرا کرده‌اند.شعر تیتراژ فیلم هناس با همین نام، با صدای حسین حقیقی نیز از آثار وی می‌باشد.

## اجرا
- مسابقه شعر سرزمین شعر

## جوایز
- کتاب سال جمهوری اسلامی ایران، در بخش ادبیات، سال ۱۳۸۹ برای کتاب حق‌السکوت[۱۵][۱۶]
- سرو بلورین جشنواره شعر فجر، بخش کلاسیک (سنتی) در سال ۱۳۸۷ برای کتاب بی‌خوابی عمیق[۲]
- کتاب فصل در زمستان سال ۱۳۸۹ برای کتاب حق‌السکوت[۱۱]
- سومین دوره کتاب سال شعر جوان (جایزه قیصر امین‌پور) در سال ۱۳۸۸ برای کتاب بی‌خوابی عمیق[۱۷]
- جایزه گام اول در سال ۱۳۸۸ برای کتاب بی‌خوابی عمیق[۱۸]
- رتبه سوم بخش شعر نیمایی، سپید و نو جشنواره شعر فجر در سال ۱۳۹۱[۱۹]

## نمونه شعر
| زخم‌هایی بر تنِ این چنگ باقی‌مانده است |  | خاطراتی تار از آن آهنگ باقی‌مانده است |
| تکّه‌ای از آسمان بوده‌ست روزی این زمین |  | رعدوبرقی در دلِ هر سنگ باقی‌مانده است  |
| همدمِ ای‌کاش‌هاییم و غبارِ آه‌مان        |  | روی کاشی‌های آبی‌رنگ باقی‌مانده است     |
| کم نمی‌آید، خدا را شکر، من پرسیده‌ام  |  | غم برای یک‌جهان دل‌تنگ باقی‌مانده است   |
| راه کوتاه است… یک آه است تا فانی‌شدن |  | گرچه زاهد گفت صدفرسنگ باقی‌مانده است  |
| مرغِ بسمل خواند: بسم‌الله‌الرحمن‌الرحیم |  | در گلویم صدهزار آهنگ باقی‌مانده است…  |